# Phascolosoma mauritaniense
Phascolosoma mauritaniense är en stjärnmaskart som först beskrevs av HTrubel 1924.  Phascolosoma mauritaniense ingår i släktet Phascolosoma och familjen Phascolosomatidae. Inga underarter finns listade i Catalogue of Life.